# سهيل إدريس
سهيل إدريس (1925 - 2008 م) روائي وكاتب لبناني ومؤسس مجلة الآداب البيروتية ورئيس تحريرها. ومن مؤسسي اتحاد الكتاب اللبنانيين، وأمينه العام لدورات عدة. نقل عشرات الكتب من الفرنسية إلى العربية، وأبرزها مؤلَّفات: جان بول سارتر والبير كامو وريجيس دوبريه. زوجته الأديبة عايدة مطرجي، وابنه الكاتب سماح إدريس.

## سيرة
ولد إدريس في بيروت سنة 1925، درس في الكلية الشرعية وتخرج منها شيخًا عالمًا ورجل فقه، وبعد تخرجه سنة 1940 تخلى عن زيه الديني وعاد إلى وضعه المدني. سافر ليتابع دراساته العليا في باريس قصد تحضير الدكتوراه في الأدب العربي في جامعة السوربون.
نال شهادة الدكتوراه، واستوعب جيدا الفكر الغربي وتياراته الفلسفية عن طريق القراءة والترجمة والاحتكاك المباشر. 
توفي في بيروت في العام 2008.

## نشاطه الثقافي
عند عودة إدريس من باريس، أنشأ مجلة الآداب سنة 1953م بالاشتراك مع المرحومين بهيج عثمان ومنير البعلبكي وآخرين. ثم تفرد بالمجلة سنة 1956م ودافع كثيرًا عن التيار الوجودي، وترجم الكثير من إبداعاته وقد كانت المجلة دعامة أساسية للشعر التفعيلي والحداثة بصفة عامة. وفي سنة 1956 أسس سهيل إدريس دار الآداب بالاشتراك مع نزار قباني، الذي اضطر لاحقًا إلى الانفصال عن الدار بسبب احتجاج وزارة الخارجية السورية.
عمل إدريس في سلك التعليم مدرسا للغة العربية والنقد والترجمة في عدة جامعات ومعاهد. وأسس اتحاد الكتَّاب اللبنانيين مع قسطنطين زريق، وجوزف مغيزل، ومنير البعلبكي، وأدونيس، وانتخب أمينًا عامًّا لهذا الاتحاد أربع دورات متتالية.

## أعماله
أصدر إدريس العديد من الأعمال الإبداعية والأدبية وكتب عشرات المقالات، وترجم أكثر من عشرين كتابا بين دراسة ورواية وقصة ومسرحية. من أعماله:

### قصص
- أشواق 1947
- نيران وثلوج 1948
- كلهن نساء 1949
- أقاصيص أولى 1977
- أقاصيص ثانية 1977
- الدمع المر 1956
- رحماك يا دمشق 1965
- العراء 1977

### مسرحيات
- الشهدء
- زهرة من دم

### روايات
- الحي اللاتيني، 1953م
- الخندق الغميق، 1958م
- أصابعنا التي تحترق، 1962م
- «سراب»، رواية نشرت مسلسلة في جريدة بيروت المساء عام 1948م

### دراسات
- في معترك القومية والحرية
- مواقف وقضايا أدبية
- القصة في لبنان

### ترجمات
- دروب الحرية
- الغثيان
- الغرفة وقصص أخرى
- سيرتي الذاتية لسارتر
- الطاعون لألبير كامو
- هيروشيما حبيبي:لمارغريت دورا

### معاجم
- «المنهل» معجم فرنسي – عربي بالاشتراك مع الدكتور جبور عبد النور.[14]